# Centre Moral d'Arenys de Munt
El Centre Moral d'Arenys de Munt és una associació cultural, sense ànim de lucre, fundada el 12 de gener de 1913 a l'aixopluc de la Parròquia de Sant Martí d'Arenys de Munt i segons els seus estatuts "promou l'educació integral dels infants i joves, i col·labora en la formació i desenvolupament -personal i col·lectiu- de les persones adultes, mitjançant l'organització d'activitats cívico-socials, culturals, humanístiques, assistencials, esportives i recreatives".

## Història
El diumenge, 12 de gener de 1913,
 el rector de la parròquia de Sant Martí d'Arenys de Munt, mossèn Narcís Farró, va anunciar, des de la trona, la convocatòria d'una reunió per fundar una societat que aglutinés la gent jove del poble al marge de qualsevol dissensió local i d'ideologies polítiques, on es poguessin distreure tot gaudint de vetllades literàries i musicals, de representacions de teatre, de lectures... Els pocs feligresos que acudiren a la cita foren l'embrió d'una institució que havia de tenir llarga vida a Arenys de Munt; aquell mateix dia ja es va elaborar un reglament interí i es van escollir els membres de la Junta.
Presidents que ha tingut l'entitat:
1. 1913-14: Sr. Joan Corrales i Miralles
2. 1915-18: Sr. Joseph Rossell i Riera
3. 1919-22: Sr. Balomer Missé i Fornaguera
4. 1923-28: Sr. Josep Borrell i Miró
5. 1929-32: Sr. Baldomer Missé i Fornaguera
6. 1933-34: Sr. Josep Borrell i Miró
7. 1935-36 i 1940-43: Sr. Josep Colomer i Valls
8. 1944-45: Sr. Josep Missé i Torras
9. 1945-46: Sr. Josep Badia i Vergés
10. 1946-49: Sr. Andreu Ferran i Cusachs
11. 1950-51: Sr. Jaume Missé i Torras
12. 1952-53: Sr. Joan Rossell i Valls
13. 1954-55: Sr. Josep Sellés i Salvà
14. 14è, 1955-56: Sr. Miquel Joseph i Artigas
15. 1956-59: Sr. Joan Vilà i Boada
16. 1960-61: Sr. Miquel Hugas i Torrent
17. 1962-65: Sr. Joan Miquel i Figueras
18. 1966-67: Sr. Salvador Fontbona i Umbert
19. 1968-71: Sr. Jordi Mitjà i Sagué
20. 1972-75: Sr. Salvador Fontbona i Umbert
21. 1976-77: Sr. Antoni Espiell i Saleta
22. 1978-81: Sr. Joaquim Bigorra i Pardo
23. 1982-85: Sr. Pere Rossel i Cabot
24. 1986-89: Sr. Josep Roca i Casals
25. 1990-91: Sra. Antonia Valls i Macià
26. 1992-93: Sr. Salvador Fontbona i Umbert
27. 1994-95: Sr. Antonio Asín i Martinez
28. 1996-99: Sr. Jordi Roca i Casals
29. 2000-03: Sr. Joan Roca i Reynés
30. 2004-07: Sr. Miquel Verdura i Bilbeny
31. 2008-13: Sra. Montserrat Fontbona i Missé
32. 2014: Sra. M. Àngels Gros i Argelés
33. 2015-20: Sr. Esteve Torrent i Fontbona
34. 2020-Act.: Sr. Salvador Farrerons i Bosch

La primera seu es va instal·lar a la rambla de Jalpí, núm.9 (actual Francesc Macià) on romandria durant setanta-tres anys, fins al trasllat, l'any 1986, al local anomenat Can Corrioles, seu actual de l'entitat. En un primer moment el local era de lloguer; a la planta baixa s'hi va obrir un bar, el qual, durant molts anys, va ser freqüentat només pels socis de l'entitat. El 4 de febrer de 1953, els socis compren el local.
El 18 de juliol de 1986, el vell cinema Colomer, popularment anomenat Can Corrioles, projectat l'any 1931 per l'arquitecte Enric Catà i Catà, situat a la rambla de Francesc Macià, núm. 57, passava a ser propietat del Centre Moral. La seu social la forma un conjunt edificat que es disposa sobre un solar de 917,17 m2 que dona front tant a la rambla de Francesc Macià com al carrer de les Flors. Està format per dos cossos edificats separats per un pati interior. El cos davanter dedicat a cafeteria i sala polivalent, el posterior a sala d'espectacles.